# Szántó Armand
Szántó Armand (Káposztafalu, 1889. június 10. – Budapest, 1964. március 14.) magyar író, dramaturg, forgatókönyvíró, színházigazgató.

## Élete
Szántó Bernát és Roth Borbála (Betti) fia. Pályáját bankhivatalnokként kezdte. 1920–21-ben Sziklay Béla Délutáni Kabaréjának dramaturgja lett. 1921-től filmdramaturgként, majd 1923 és 1929 között a Fox Filmgyárban működött. 1946–47-ben a Magyar Színház művészeti igazgatója volt. 1948-tól ismét a filmszakmában dolgozott: filmek feliratozásával és szinkronizálásával foglalkozott. Írói pályáját kabarétréfákkal kezdte. Zenés verses játékokkal szerzett népszerűséget. Munkáiban legfőbb társa évtizedeken keresztül Szécsén Mihály volt.

## Magánélete
Felesége Epstein Katalin (1894–1949) volt, Epstein Jakab és Scheidler Janka lánya, akit 1913. május 25-én Budapesten vett nőül. 1952-ben ismét megházasodott, második felesége Pap Katalin volt.

## Munkái

### Forgatókönyvíró
- Marika (Szécsén Mihállyal, 1934)
- 120-as tempó (Szécsén Mihállyal, 1934)
- Csendes Otthon (1957)

### Egyéb
- Bohózat egy párizsi szállodában (bohózat, Vaszary Jánossal, 1927)
- Erdőben vagyunk (zenés bohózat)
- Százhúszas tempó (Szécsén Mihállyal, 1934)
- Budapest–Wien (Szécsén Mihállyal, 1935)
- Marika (Zágon Istvánnal és Szécsén Mihállyal, 1937)
- A romantikus asszony (Szécsén Mihállyal, 1937)
- Paprikáscsirke (Szécsén Mihállyal, 1939)
- Mimóza (Szécsén Mihállyal, 1947)
- Kihajolni veszélyes (Szécsén Mihállyal, 1947)
- Csendes otthon (Szécsén Mihállyal, 1957)